# Paul Ripke

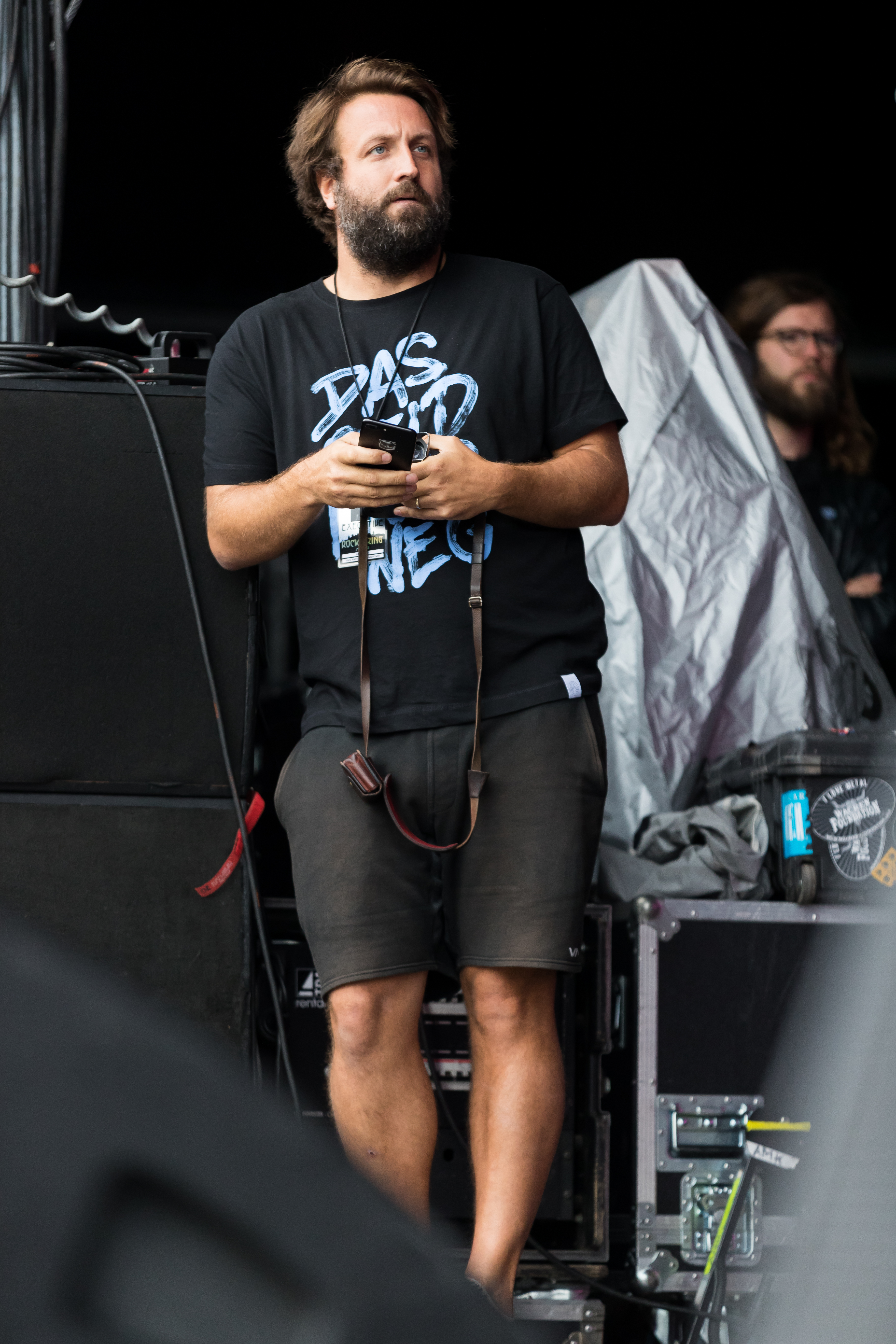
Paul Ripke beim Auftritt von Marteria bei Rock am Ring (2017)

Paul Ripke (* 10. Februar 1981 in Heidelberg) ist ein deutscher Fotograf und Influencer. Er ist hauptsächlich im Bereich der Werbe-, Mode-, Sport- und Landschaftsfotografie tätig.

## Leben
Paul Ripke ist Sohn des Arztes und Schriftstellers Thomas Ripke und der Juristin und Mediatorin Lis Ripke, seine Mutter arbeitete auch in der Kanzlei von Otto Schily. Ripke studierte Betriebswirtschaftslehre ohne Abschluss; als Fotograf ist er Autodidakt, angeregt durch seinen Vater, der ihn als Hobbyfotograf unterstützte. Im Jahr 2001 gründete er die Ripke GmbH und erhielt vom Backspin Hip Hop Magazin den ersten bezahlten Auftrag als Fotograf.
Am 18. April 2009 startete Ripke den Vlog Life of Paul, in dem er aus seinem Arbeitsalltag als Fotograf berichtet. Mittlerweile gibt es drei Staffeln und 40 Folgen. Seit dem 19. Januar 2012 sucht er in Anlehnung an die Castingshow I Want to Work for Diddy von P. Diddy unter 23 Anwärtern einen Praktikanten für sich. Die Jury besteht dabei aus Marteria und seinen damaligen Assistenten David Daub und Daniel Obradovic.
In den Jahren 2012 und 2013 reiste Paul Ripke mit der Band Die Toten Hosen auf der Krach-der-Republik-Tour durch Europa und drehte mehrere, kleinere Konzertreportagen. Ripke war Regisseur des Musikvideos zum Lied Das ist der Moment. Zusammen mit der Hamburger Charity-Organisation Viva con Agua und ZDFkultur reiste Ripke mit Maeckes, Marteria und Rainer Maria Jilg für die Reportage BLUganda: Ein Afrikatrip – Eine ungewöhnliche Reise nach Uganda, um ein Brunnenbauprojekt in der Region Lira zu unterstützen.
Ripke arbeitet unter anderem für den 1. FC Kaiserslautern, den 1. FC Union Berlin, Axe, Bushido, Die Toten Hosen, Electronic Arts, den FC Bayern München, den FC St. Pauli, Hermes Europe, Hugo Boss, die International Watch Company, Jan Delay, Kool Savas, Marteria bzw. Marsimoto, Olympus sowie Red Bull oder American Express. Im Auftrag des Deutschen Fußball-Bundes begleitete er die deutsche Fußballnationalmannschaft unter anderem beim Jubel und der Ehrung nach dem WM-Finale Deutschland – Argentinien 2014. 2016 begleitete er Nico Rosberg während der Formel-1-Weltmeisterschaft. Auch 2017 übernahm Paul Ripke die Rolle des Fotografen für das Mercedes AMG F1 Team und begleitete dabei den Weg von Lewis Hamilton zu seinem vierten Formel-1-WM-Titel.
Zusammen mit Joko Winterscheidt startete Paul Ripke im September 2017 den Podcast Alle Wege führen nach Ruhm. Am 12. Oktober 2018 startete eine weitere Staffel des Podcasts. Im Februar 2019 tourte Ripke mit „AWFNR“ durch Deutschland. Seit 1. Februar 2022 betreibt Ripke den Podcast allein mit wechselnden Gesprächspartnern.
Am 17. April 2018 veröffentlichte Paul Ripke seine gleichnamige Fotobearbeitungs-App „Paul Ripke“ im iOS App Store. Die App war innerhalb von 24 Stunden auf Platz 1 der allgemeinen deutschen App-Charts.
Seit 2019 betreibt Paul Ripke sein eigenes Modelabel Pari (Akronym aus seinem Vor- und Nachnamen). Das Unternehmen About You hat anfangs einen Anteil von 20 % besessen. Mittlerweile baut Ripke Label und Onlineshop selbst aus und setzt dabei großteils auf eigene, organische Vermarktungs- und Verkaufskanäle. Das Pari Club House am Pacific Coast Highway dient dabei als Showroom, Büro, Kreativort und Treffpunkt.
Im Jahre 2022 bewarb Paul Ripke das Unternehmen Weight Watchers und war einer von zwei Hosts des Weight-Watchers-Podcasts „Vitamin W“.
Im September 2023 begann Ripke ein drei Monate dauerndes Praktikum in der Morningshow von bigFM in Mannheim.
In der in Kooperation mit ARD Kultur und I&U TV produzierten vierteiligen Dokumentation Galleripky traf Paul Ripke verschiedene Fotografen und Fotografinnen, die ihn in verschiedene Genres der Fotografiere wie Porträt- oder Eventfotografie einführten. Dabei bekam er Einblicke in die Arbeitsweisen der jeweiligen Fotografen und Fotografinnen. So traf er den Porträtfotografen Max Sonnenschein, den Konzertfotografen Thomas Rabsch und den Architekturfotografen Jörg Nicht.

## Privat
Seit Sommer 2016 lebt Paul Ripke mit seiner Frau Theresa und drei Kindern in Newport Beach, Kalifornien.

## Auszeichnungen
- 2019 Goldene Henne in der Kategorie Entertainment zusammen mit Joko Winterscheidt

## Veröffentlichungen
- gemeinsam mit dem Deutschen Fußball-Bund (Hrsg.): One Night in Rio – Unsere Nacht vom 4. Stern, Frankfurt a. M. 2014, ISBN 978-3-8419-0348-8.
- Ring der Nebelungen. Berlin 2015.
- Die Toten Hosen – Bitte lächeln, von San Telmo bis Leipzig. Düsseldorf 2015.
- Fleisch, Fisch, Gemüse, Desserts – Grillen mit Christoph Brand. Edition Michael Fischer, München 2016, ISBN 978-3-86355-461-3.